# 千鳥格

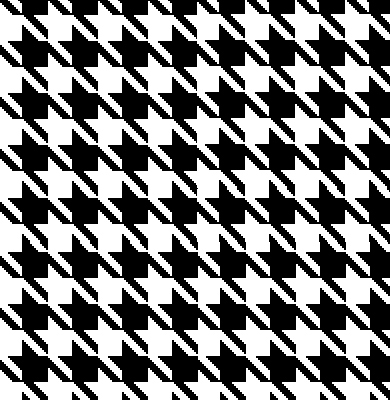
標準的千鳥紋

千鳥格（英文：Houndstooth），是一種由像鳥翼或犬牙形狀的密集排列式紋樣，会配有厚重的針織密鋪，一般為黑白配色，但是也有其它顏色。
奧地利和瑞典是最早發現千鳥紋文物的兩個國家，現代形式的千鳥紋由蘇格蘭人在歐洲中世紀時發明，主要用在羊毛製成的蘇格蘭短裙上，1984年後隨著時裝設計的發達而流傳於全世界，千鳥紋的使用者主要集中在歐洲。

## 別稱

### 英文
大型版本邊緣設計複雜的千鳥紋英文可以稱為houndstooth、hound's tooth、dogstooth、dogtooth或pied-de-poule
小型版本的則可以稱為小犬牙、puppytooth。

### 中文
中文兩種版本都被稱為千鳥紋、獵犬格或犬牙紋。

## 設計
傳統的千鳥紋由四條暗色及四條亮色的經紗和緯紗條紋織成。織法是以兩根以上、兩根在經線下方，每次通過一根線的方式交錯組成。 

千鳥紋的放大圖
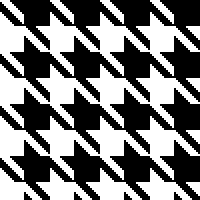
現代電腦矢量圖中的千鳥紋
雪奈兒的抽象稀疏型千鳥紋，使用了2：2的比例
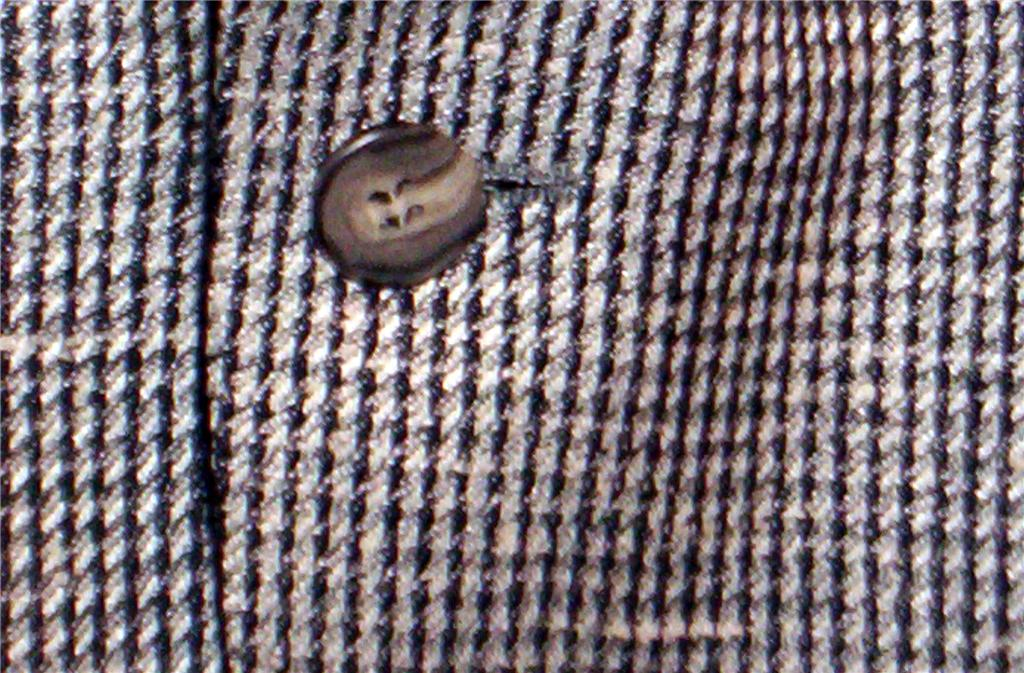
Lanvin品牌的小型密集千鳥紋
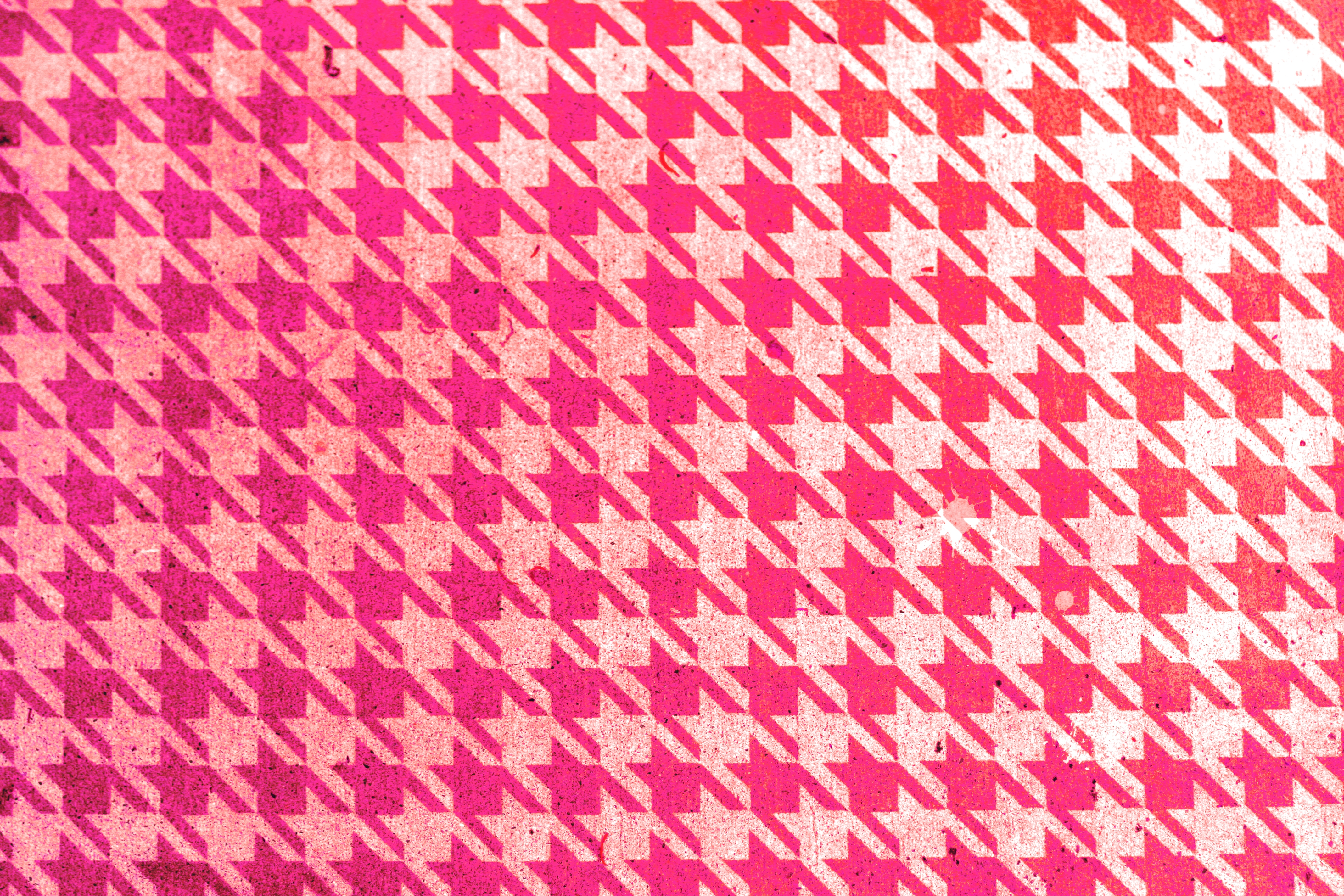
粉紅色的千鳥紋
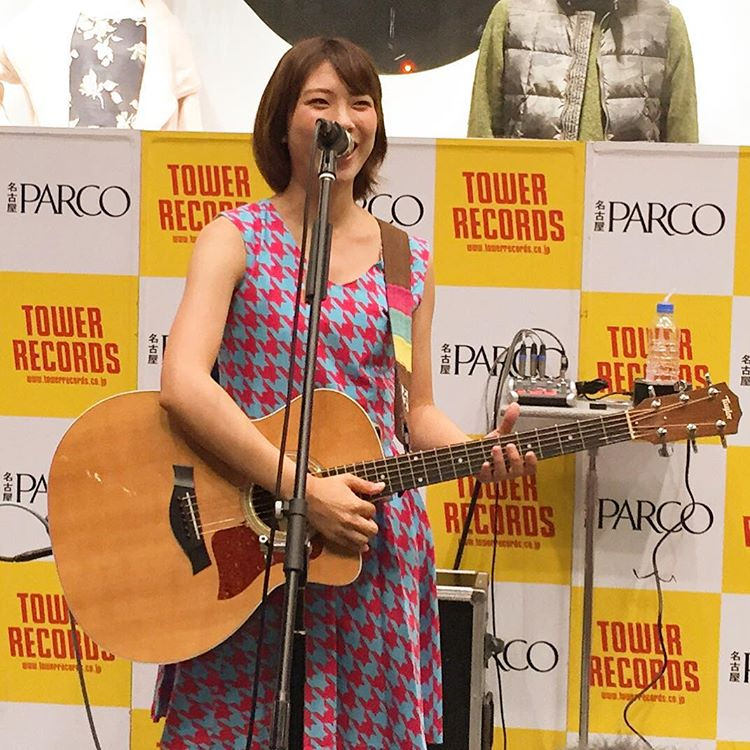
山崎葵表演時所穿的千鳥紋
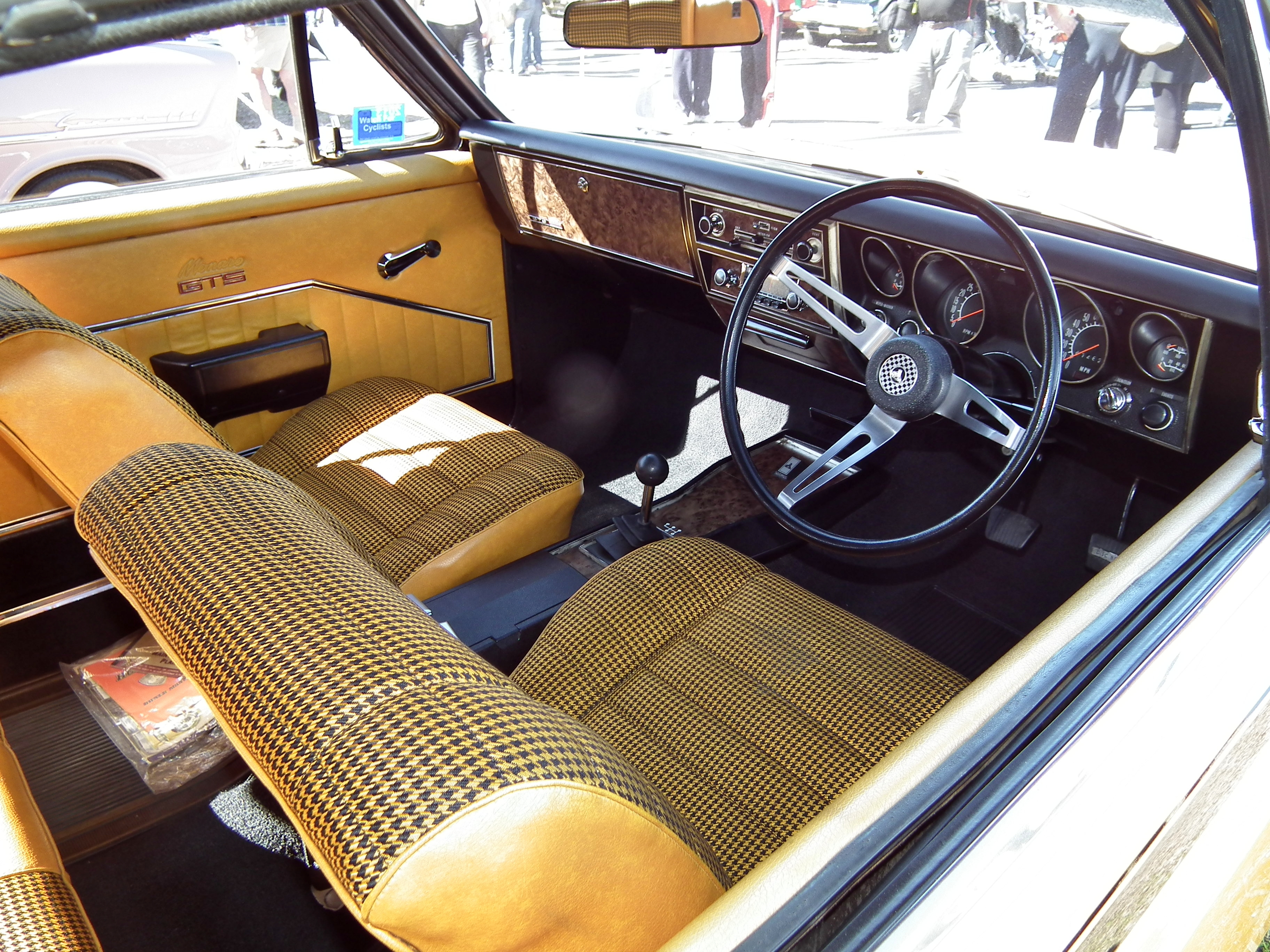
車子沙發上的千鳥紋

## 使用情形
在早期提到千鳥格紋的文獻當中，位於紐約市的德皮納 De Pinna 是首家使用千鳥格紋的服裝品牌，這家高端男女服飾品牌在1933年將千鳥格紋、射擊俱樂部格紋與蘇格蘭格紋用於旗下春季男服系列中。 亞歷山大·麥昆也在其2009年的秋季「Horn of Plenty」系列中採用超大的千鳥格紋。 克里斯汀·迪奧著名的花呢西裝也是參考其花紋。
澳大利亞的百貨商店 David Jones 使用千鳥格紋作為其企業標誌。 其千鳥格紋商標在澳大利亞是最為人知的企業形象之一。 一個政府贊助的組織在2006年將其評為澳大利亞十大最受歡迎的商標之一。
黑色與白色，棕色與黃褐色，以及其他大地色系的千鳥格紋是製作花呢獵裝外套及其他休閒服飾時很受歡迎的花呢材料。千鳥格紋也是休閒與正式帽子上很常見的設計，最有名的例子是福爾摩斯畫像中常見的獵鹿帽。美國大學美式足球的傳奇教練「大熊」 保羅·布萊恩特（英語: Paul "Bear" Bryant） 經常配戴千鳥格紋或是方格紋 （英語: checkered patterned） 的帽子，同時在美國阿拉巴馬大學（英語: University of Alabama），人們也時常穿著千鳥格紋的服飾作為學校驕傲的象徵。
加拿大電視節目「拖車公園男孩」 （英語: Trailer Park Boys） 當中的角色 Ricky （由Robb Wells飾演） 最讓人熟悉的特徵之一也是其千鳥格紋襯衫。
嬰兒服飾時尚屋 Artipoppe 也在其限量版編織包巾「Tweed」當中應用千鳥格設計於不同的顏色以及各種稀有混紡當中。
千鳥格紋的褲子有時候可以取代正式的羊毛條紋褲 （英語: cashmere stripe trousers），作為女性較不正式的褲裝與晨禮服（英語: morning dress）搭配。